# Gonzalo Fernández de Córdoba
Gonzalo Fernández de Córdoba (Montilla, Còrdova, Corona de Castella, 1 de setembre de 1453 - Granada, Corona de Castella, 2 de desembre de 1515) fou un militar i noble andalús al servei dels Reis Catòlics, anomenat el Gran Capità per la seva excel·lència en l'art de la guerra.

## Orígens
Membre de la noblesa andalusa (pertanyent a la Casa d'Aguilar), fill segon del noble cavaller Pedro Fernández de Córdoba, cinquè senyor d'Aguilar de la Frontera, i de la noble dama Elvira d'Herrera i Enríquez (besneta de l'infant Frederic Alfons de Castella).
Gonzalo i el seu germà Alonso de Aguilar es van criar a Còrdova sota la tutela del cavaller Diego Carcamo. Quan encara era un nen va ser incorporat al servei del príncep Alfons com a patge i, a la mort d'aquest, va passar al seguici de la princesa Isabel.

## Carrera militar
Fidel a la causa isabelina, va iniciar la carrera militar que corresponia a un segon nivell de la noblesa a la Primera Guerra Civil Castellana i a la de Granada, on va sobresortir com a soldat en el setge de Tajara i a la conquesta d'Illora: espia o negociador, es va fer càrrec de les últimes negociacions amb el monarca Nazari Boabdil per a la rendició de la ciutat a principis del 1492.
En recompensa pels seus destacats serveis, va rebre una encomanda de l'Orde de Santiago, la senyoria d'Orjiva i de determinades rendes sobre la producció de la seda granadina, el qual va contribuir a engrandir la seva fortuna.

## Primera expedició a Itàlia del Gran Capità

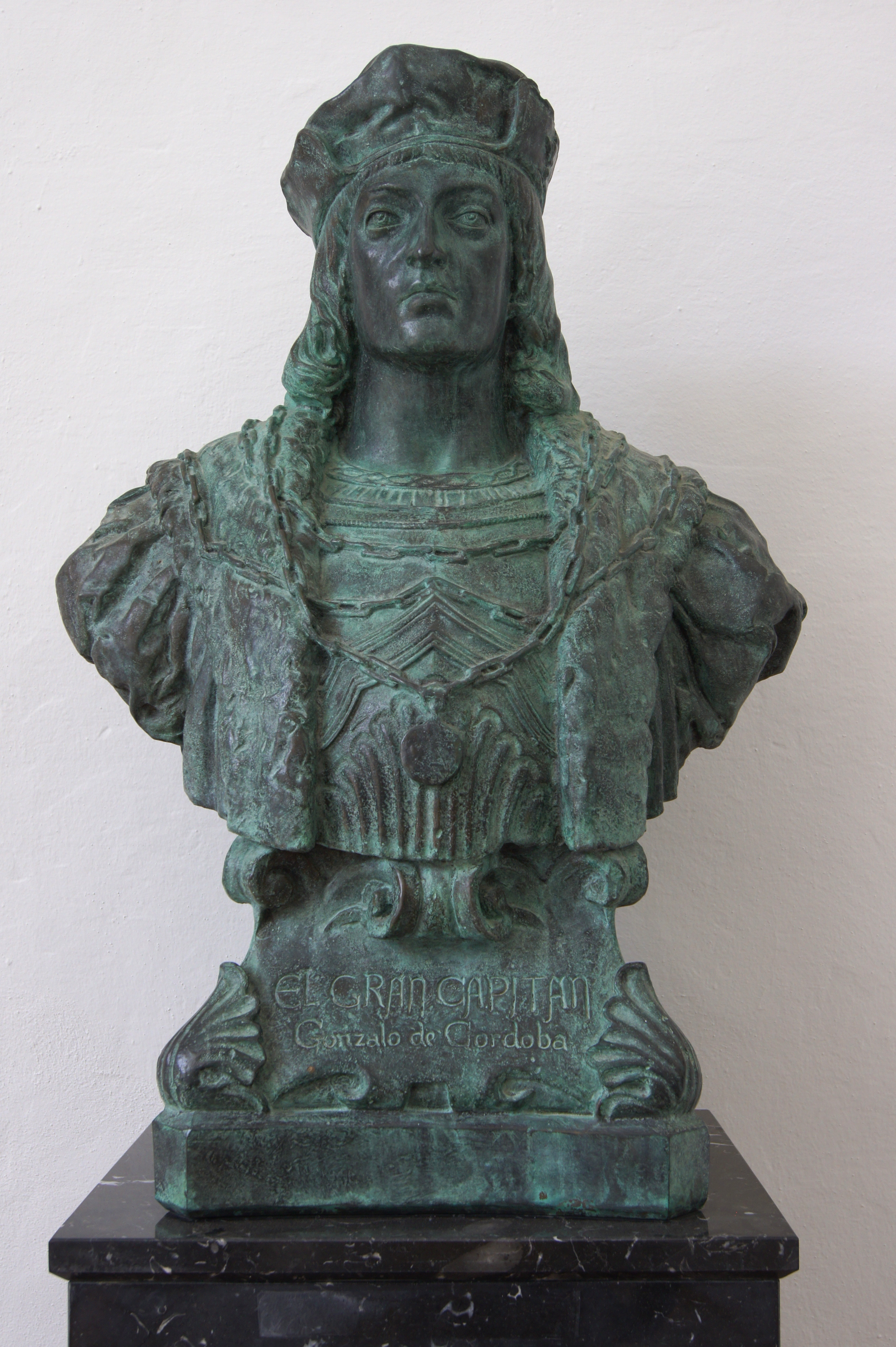
Bust de Gonzalo Fernández de Córdoba

### Antecedents
L'any 1494, mort el rei Ferran I de Nàpols, fill d'Alfons V d'Aragó, és proclamat rei el seu fill Alfons II de Nàpols. Carles VIII de França, reactivant les pretensions de la Casa d'Anjou sobre la península italiana, decideix ocupar Nàpols i es corona rei de Nàpols. Ferran II d'Aragó inicia una ofensiva diplomàtica per ajudar el seu parent, aconseguint l'aprovació del papa de Roma i de Florència, i la neutralitat de la República de Venècia.

### Preparatius
Surten a la mar amb mal temps, i el comboi es divideix en dos. El grup d'avantguarda, el de Requesens, arriba a Sicília, on espera en Messina l'arribada dels transports amb les tropes, que arriben el 24 de maig. En 1495 es convoca als ports del Cantàbric i de Galícia perquè aportin naus, que han de concentrar-se a Alacant, i posar-se a les ordres de Galceran de Requesens i Joan de Soler, comte de Trivent i general de les galeres de Sicília.

### La campanya

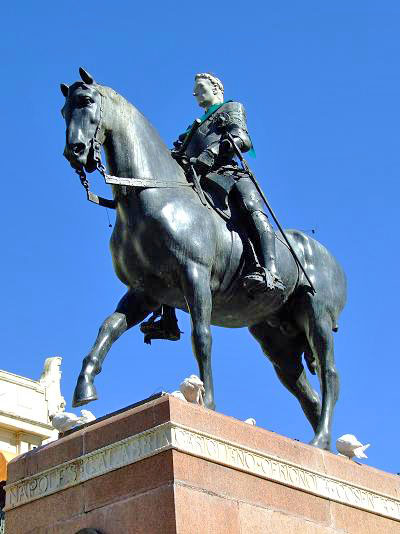
Estàtua eqüestre de Gonzalo Fernández de Córdoba

Passa la flota a Calàbria, ocupant Reggio Calabria i els pobles veïns. Alfons II de Nàpols és derrotat en la batalla de Seminara mentre Fernández de Córdoba maniobra amb gran habilitat i té diversos èxits, entre els quals s'inclouen la llarga marxa a Atella, que li va permetre arribar oportunament a combatre, mentre Requesens es presenta amb les seves galeres davant de la ciutat de Nàpols. El duc de Montpensier, lloctinent de Carles VIII, decideix sortir de les muralles de la ciutat per evitar el desembarcament, i el poble de Nàpols, en veure sortir les tropes franceses, es revolta; per la qual cosa, els pocs francesos que quedaven s'han de refugiar en els Castells Nou i de l'Ou. Apareix una flota francesa amb 2.000 homes de reforç, però decideix no enfrontar-se a Requesens i desembarca a la seva gent a Liorna. Montpensier es veu obligat a retirar-se cap a Salern, i Nàpols cau en poder de les tropes hispàniques.
Mor el rei Alfons de Nàpols i el succeeix el seu oncle Frederic III. Gaeta i Tàrent resten en mans franceses. Requesens organitza dues esquadres, una amb quatre carraques i cinc naus que bloca Gaeta, i una altra amb quatre naus, una caravel·la i dues galeres per guardar la costa i interceptar ajuts als francesos. Aquesta darrera va capturar una nau genovesa amb 300 soldats i carregament de farina, mentre els venecians cooperen vigilant els ports de Gènova i Provença. Entre les tropes franceses es declara la pesta, que provoca la mort de Montpensier i de molts dels seus soldats. Gaeta es veu obligada a capitular, i es permet que els francesos s'emportin totes les seves propietats. Embarquen cap a França, però un fort temporal enfonsa les seves naus.
Una vegada assegurat el regne de Nàpols per Frederic III, reuneix les seves tropes amb la intenció de dissoldre-les, però el Papa li demana que l'ajudi a un tal Menaldo Guerra -corsari biscaí- que s'havia apoderat d'Òstia i del castell sota bandera francesa, tancant el Tíber i sotmetent a contribució a Roma. Les tropes hispàniques ataquen i prenen Òstia i el seu castell, i el Papa concedeix a Fernández de Córdoba la Rosa d'Or. Després de tres anys de campanya, el 1498 retornen a la península les tropes, deixant el Regne de Nàpols en mans de Frederic III.
En aquesta campanya, Gonzalo Fernández de Córdoba guanya el sobrenom de El Gran Capità i el títol de Duc de Santàngel.

## Segona expedició a Itàlia

### Acord amb França
Ferran II d'Aragó i Lluís XII de França signen l'any 1500 un tractat reservat (el Tractat de Chambord) repartint-se el Regne de Nàpols, adjudicant-se, el francès, les províncies de Labor i el Abruz, amb els títols de rei de Nàpols i de Jerusalem i Ferran la resta, amb el títol de duc de la Pulla i de Calàbria.
Coincideix l'acord reservat amb una petició de suport de Venècia, ja que la seva plaça en Modon (Grècia), estava sent atacada pels turcs. Per part hispànica es prepara a Màlaga una armada de 60 veles que transportava 8.000 homes d'infanteria i cavalleria, que mana Gonzalo Fernández de Córdoba com a capità general de mar i terra. Després d'una penosa travessia en què va escassejar l'aigua, morint alguns homes i molts cavallers, arriben les naus a Messina. A Messina s'uneixen a l'expedició uns 2.000 soldats hispànics que s'havien quedat a Itàlia a l'expedició anterior, i diverses naus biscaïnes, entre les quals és de suposar que hi havia la de Pere Navarro.
El 27 de setembre es fan a la mar, arriben el 2 d'octubre a temps per socórrer Candia. S'uneix a l'expedició, la flota veneciana i dues carraques franceses amb 800 homes. Pacten prendre Cefalònia, prenent-la després de 40 dies. Tornen a Sicília amb moltes penalitats i alguns motins degut a les penúries.
El 1501, el Papa fa públic l'acord secret entre França i Espanya. Els francesos ocupen la seva part amb 20.000 homes, trobant-se resistència només en Càpua. Ferran ordena al Gran Capità ocupar la seva part, però a Tàrent troba resistència al seu avanç. La plaça està ben fortificada i defensada, per la qual cosa s'estableix el setge terrestre i el bloqueig naval, apressant Juan de Lezcano una nau amb artilleria i municions per la plaça. Davant la impossibilitat de fer-ho per mar, degut a les fortes defenses, es passen per terra 20 caravel·les a la baia interior de Tàrent, i s'ataca a la plaça per on no té defenses. Així, en 1502, Tàrent es rendeix al Gran Capità, amb la qual cosa els hispànicsi francesos han ocupat cadascú la seva part.

### Es trenca l'acord
De bon començament es produïren disputes entre els hispànics i els francesos pel repartiment de Nàpols, que desemboquen en la reobertura de les hostilitats. La superioritat francesa obliga a Fernández de Córdoba a utilitzar el seu enginy com estrateg, concentrant-se en la defensa de les places fortes a l'espera de reforços. El Gran Capità va derrotar en la batalla de Cerinyola a l'exèrcit dirigit pel duc de Nemours, que va morir en combat (1503), i es va apoderar de tot el regne. Lluís XII va enviar un nou exèrcit, que va ser igualment vençut a la costa del Grella (28-29 de desembre del 1503), i els francesos van haver de cedir la plaça forta de Gaeta i deixar el camp lliure als hispànics.

## Virrei de Nàpols
Acabada la guerra, Fernández de Córdoba va governar com a virrei de Nàpols durant quatre anys; però, morta ja Isabel la Catòlica, el rei Ferran el Catòlic li va treure el comandament i, encara que no està demostrat que li demanés comptes, Gonzalo, per justificar-se davant del rei, va presentar els comptes (que es conserven en l'arxiu de Simancas) amb tal detall, que han quedat com a exemple de meticulositat en la llengua popular.
El Gran Capità va ser un geni militar excepcionalment dotat que per primera vegada va combinar la infanteria, la cavalleria i l'artilleria aprofitant-se de l'ajuda naval. Va saber moure hàbilment les seves tropes mitjançant la reorganització de la infanteria en coronelias (embrió dels futurs terços).

## La reforma del Gran Capità

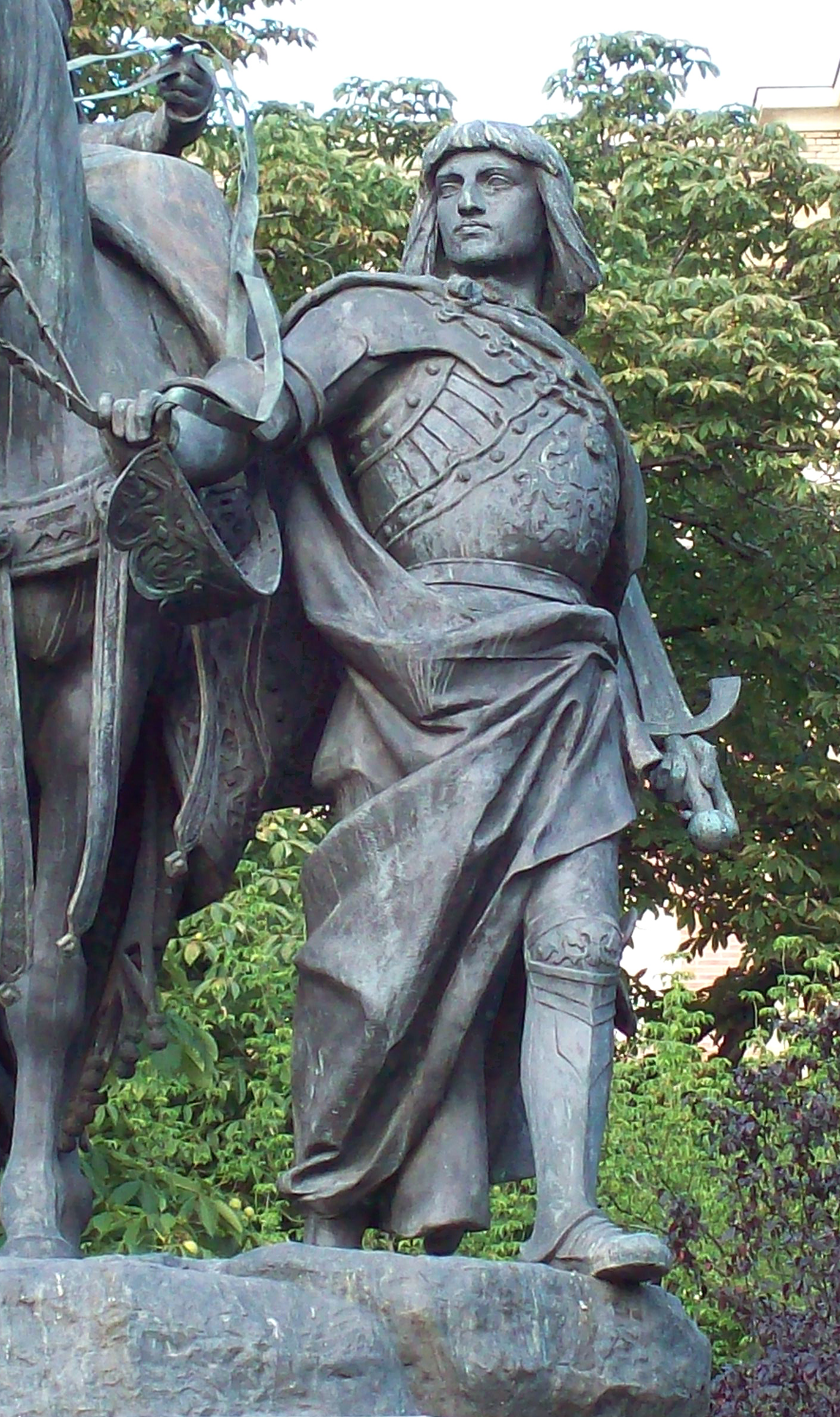
Estàtua del Gran Capità a Madrid, per Manuel Oms i Canet (1883).

La combinació de les operacions de combat va permetre a Gonzalo Fernández de Córdoba, en el transcurs de les guerres d'Itàlia, introduir diverses reformes successives a l'exèrcit hispànic, que van desembocar en el terç. La primera reorganització va ser el 1503. Gonzalo va crear la divisió en dos coronelies de 6.000 infants cada una, 800 homes d'armes, 800 cavallers lleugers i 22 canons. El general tenia a les seves mans tots els mitjans per portar el combat fins a la decisió. Fernández de Córdoba va donar el predomini a la infanteria, que és capaç de maniobrar en tota classe de terrenys. Va doblar la proporció d'arcabussos, un per cada cinc infants, i va armar amb espases curtes i llances a dos infants de cada cinc, encarregats de ficar-s'hi entre les llargues piques i ferir l'adversari al ventre.
Va posar en pràctica, també, un esglaonament en profunditat, en tres línies successives, per tenir una reserva i una possibilitat suplementària de maniobra. Gonzalo Fernández de Córdoba va facilitar el pas de la columna de viatge a l'orde de combat fraccionant els batallons en companyies, cada una de les quals es col·locava a l'alçada i a la dreta de la que li precedia, amb la qual cosa s'aconseguia fàcilment la formació del combat.
Va ensinistrar els seus homes mitjançant una disciplina rigorosa i va formar la moral despertant en ells l'orgull del cos, la dignitat personal, el sentit de l'honor nacional i l'interès religiós. Va fer de la infanteria hispànica aquell exèrcit formidable de què deien els francesos, després d'haver lluitat contra ell, que no havien combatut amb homes sinó amb diables.

## Comptes del Gran Capità
A la mort d'Isabel la Catòlica, Ferran el Catòlic va demanar a don Gonzalo retre comptes dels diners gastats. Això va ser vist com un insult per part del Gran Capità. Per això va respondre amb arrogància: Per pics i pales cent milions de ducats; per almoines perquè monjos i monges preguessin pels espanyols, cent cinquanta mil ducats; per guants perfumats perquè els soldats no oloressin la fortor de la batalla, dos-cents mil ducats; per refer les campanes trencades a causa del continu repicar de la victòria, cent setanta mil ducats; i, finalment, per la paciència d'haver de rebaixar-se a aquesta mesquinesa del rei a qui he regalat un regne, cent milions de ducats., i Ferran va deposar el Gran Capità.